# Graal-Müritz
Graal-Müritz, Ostseeheilbad (pol. Uzdrowisko nadbałtyckie) – miejscowość uzdrowiskowa i gmina w Niemczech, w kraju związkowym Meklemburgia-Pomorze Przednie, w powiecie Rostock.
Współpraca
- Barsbüttel, Szlezwik-Holsztyn

W miejscowości jest przystanek kolejowy Graal-Müritz.

## Galeria

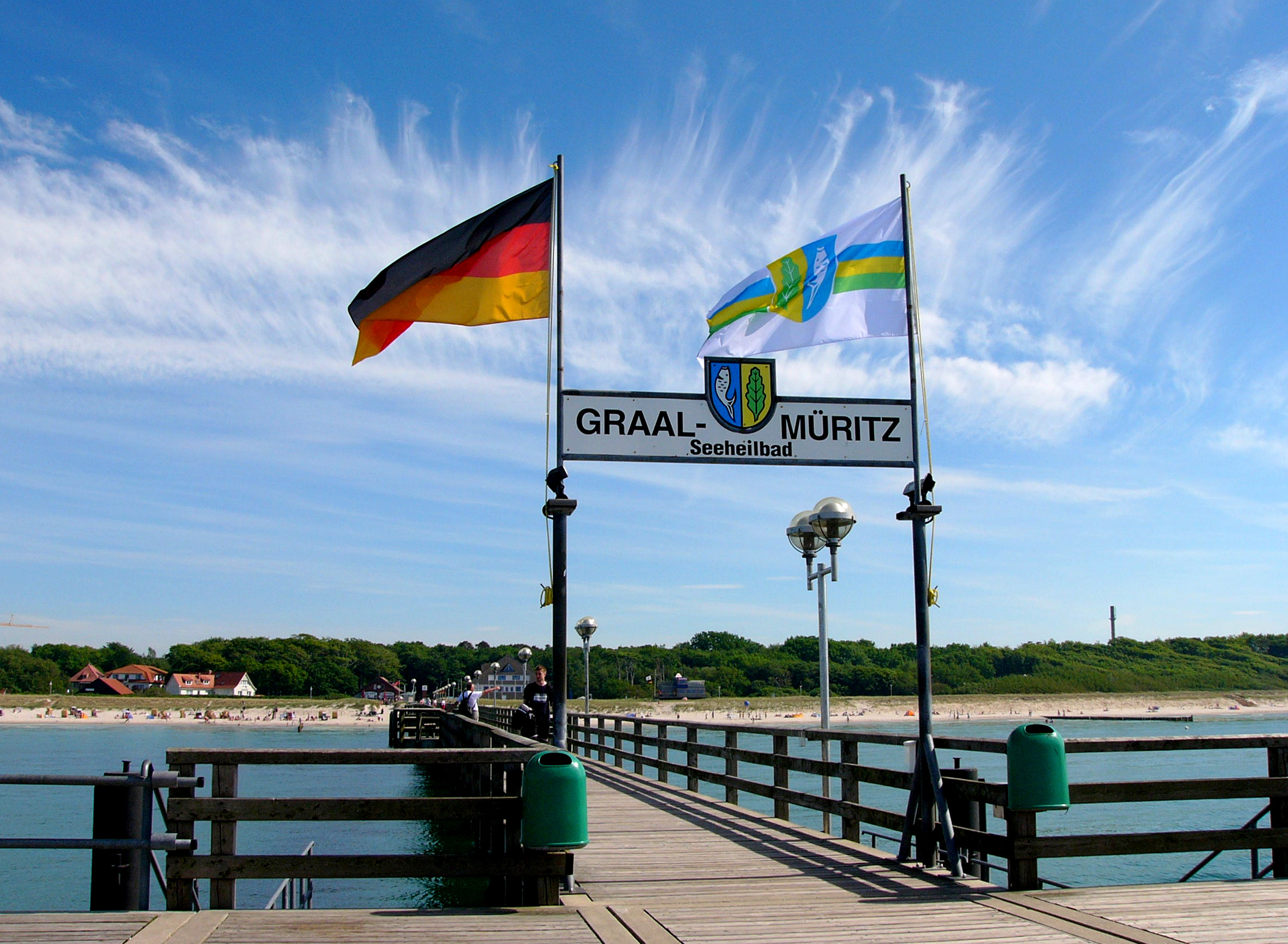
Molo w Graal-Müritz
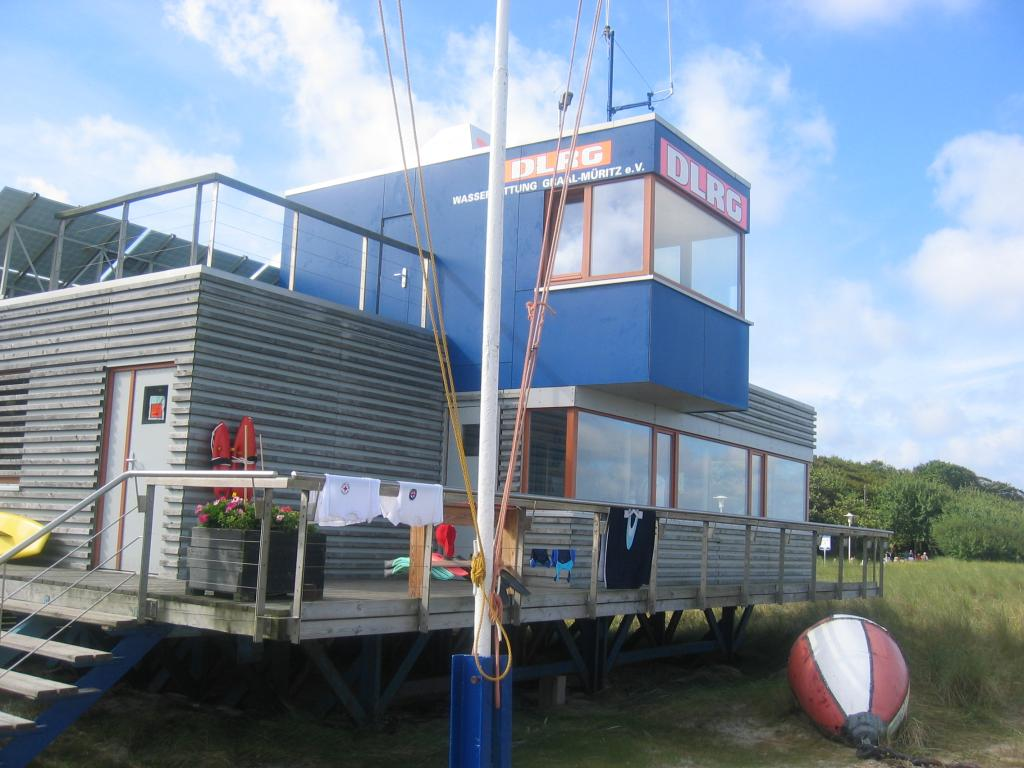
Stacja Niemieckiego Towarzystwa Ratowania Życia (DLRG) z widocznymi panelami słonecznymi
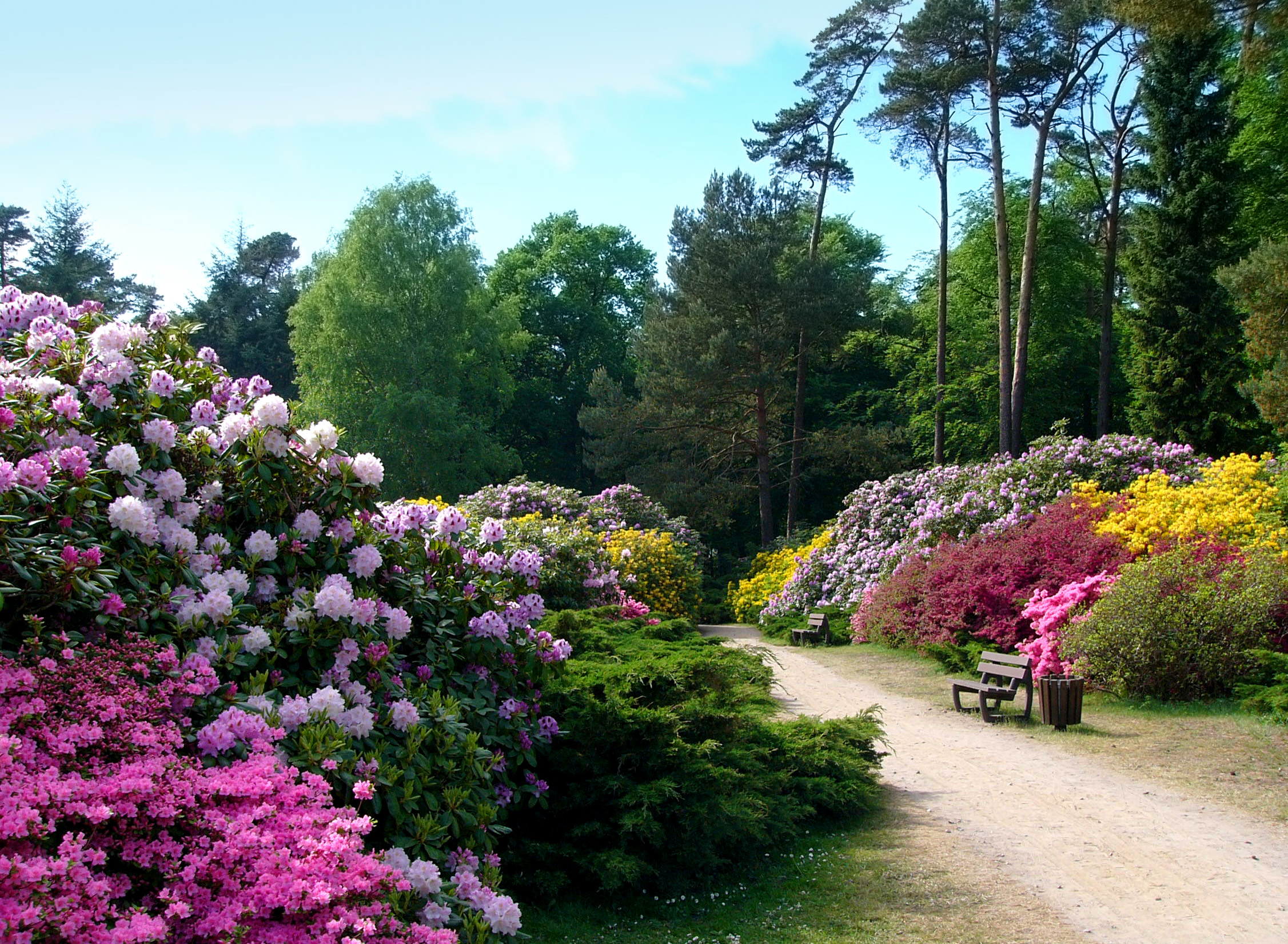
Park rododendronów
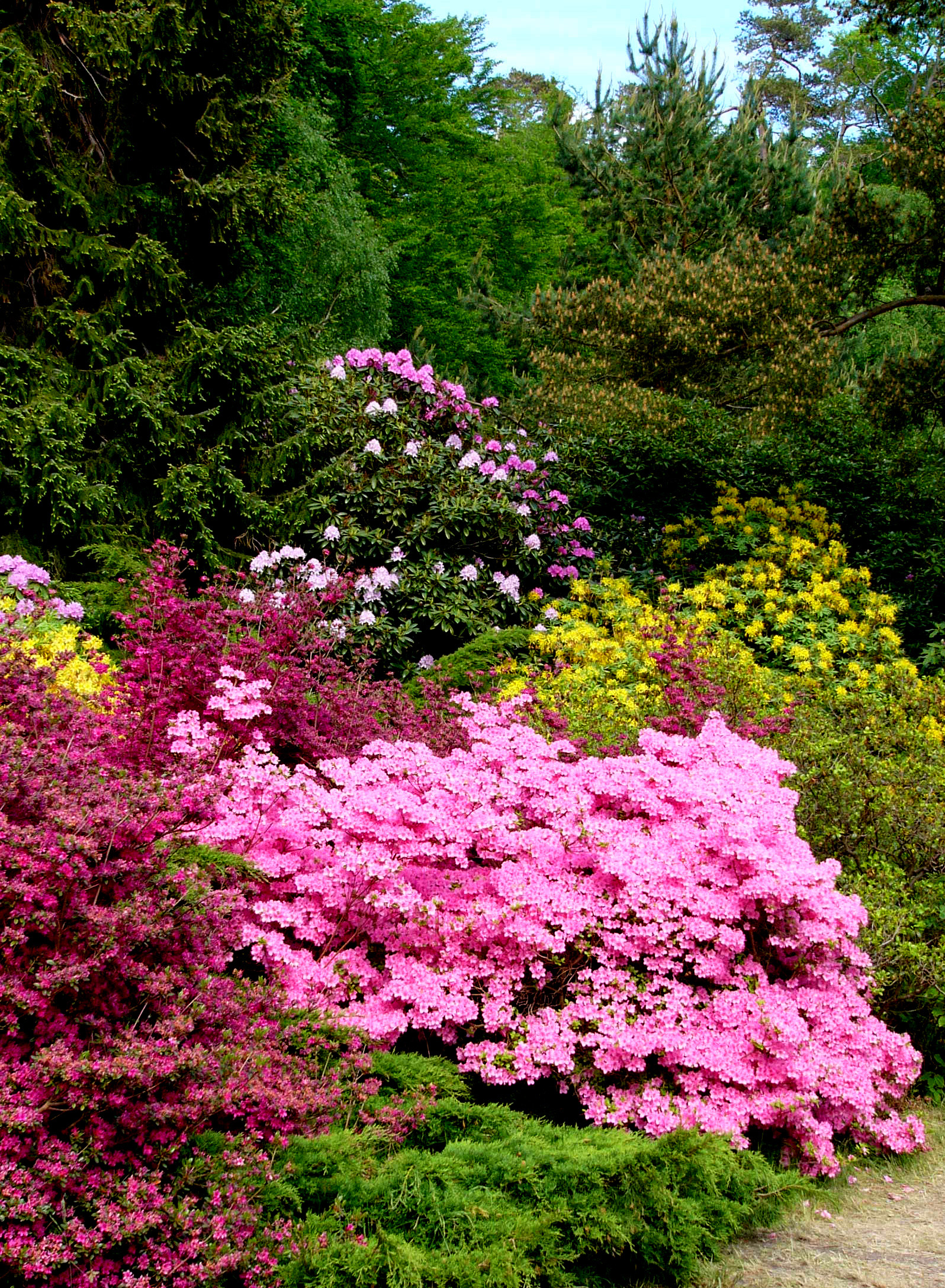
Park rododendronów